# Wydra sumatrzańska
Wydra sumatrzańska (Lutra sumatrana) – gatunek półwodnego ssaka z rodziny łasicowatych (Mustelidae) pochodzącego z Azji Południowo-Wschodniej i jeden z najrzadszych i najmniej poznanych gatunków wydr. Jest zagrożony przez utratę siedlisk i kłusownictwo.

## Morfologia
Wydra sumatrzańska ma krótkie brązowe futro, które przechodzi w jaśniejsze na brzuchu. Ma charakterystyczne nozdrza, które są w pełni pokryte krótkimi ciemnymi włosami od górnej krawędzi nozdrzy (stąd angielska nazwa zwyczajowa Hairy-nosed otter). Jego górna warga i podbródek są białawe. Niektóre osobniki są koloru rudawokasztanowego. Ciało jest długie, ogon smukły, a w pełni błoniaste łapy mają wydatne pazury. Długość głowy i ciała bez ogona waha się od 57,5 do 82,6 cm, długość ogona od 35 do 50,9 cm, a masa od 5 do 8 kg. Czaszka jest bardziej płaska niż u wydrzycy gładkowłosej i ma mniejsze zęby. Przednie łapy mają 5,8 cm szerokości i są mniejsze od tylnych – około 6,6 cm.

## Występowanie i habitat
Wydra sumatrzańska występuje w Azji Południowo-Wschodniej od południowej Tajlandii, Kambodży, południowego Wietnamu i Półwyspu Malajskiego po Sumatrę i Borneo. Lokalnie wyginęła w Indiach, Singapurze i Mjanmie, a prawdopodobnie także w Brunei.
W Tajlandii odnotowano ją w lesie bagienno-torfowym Pru Toa Daeng oraz na obszarach wokół rzeki Bang Nara. Zamieszkuje głównie nizinne lasy zalewowe z roślinnością klimaksową na trzech poziomach: pierwotna strefa leśna, wtórna strefa leśna złożona z Melaleuca cajuputi i trzecia strefa łąk. Poziomy te sprawiają, że siedlisko jest trudne do penetracji, zapewniając ochronę przed ingerencją człowieka i osłonę przed drapieżnikami. Siedlisko rzeki Bang Nara, gdzie odkryto społeczności, jest siedliskiem pływowym. Oba rezerwaty w Wietnamie to lasy torfowiskowe, otoczone przez Melaleuca cajuputi o wysokości 15 m, pokryte gęstymi lianami roślin takich jak Stenochlaena palustris w strefie pierwotnej, oraz drugą strefą łąk składającą się z Eleocharis dulcis. Te dwa wietnamskie rezerwaty zawierają wiele kanałów i unoszących się na wodzie roślin, takich jak Eichhornia crassipes, Pistia stratiotes, Salvinia cucullata i Ipomoea aquatica, wśród których wydry mogą polować, a otaczające je pola ryżowe stanowią trzecią strefę buforową.
W Kambodży odnotowano ją w nizinnych lasach zalewowych wokół jeziora Tonle Sap. W Wietnamie została zauważona i zarejestrowana przez fotopułapki w U Minh Thượng National Park w 2000 r., gdzie znaleziono również odciski z rybimi łuskami i szczątkami krabów. W 2008 r. odnotowano ją również w U Minh Hạ National Park.
Na Sumatrze odnotowana po raz pierwszy od lat 60. XX wieku wydra sumatrzańska została zabita na drodze obok rzeki Musi w 2005.
W Sabah na Borneo historyczne zapisy pochodzą z końca XIX wieku. W 2010 r. jeden osobnik został po raz pierwszy zarejestrowany przez kamerę pułapkę w Deramakot Forest Reserve. W 2016 r. kilka osobników zaobserwowano w Tabin Wildlife Reserve.

## Ekologia i zachowanie
Wydra sumatrzańska występuje na obszarach przybrzeżnych i na większych rzekach śródlądowych, samotnie lub w grupach do czterech osobników. Jej dieta obejmuje ryby, takie jak Clarias macrocephalus, żmijogłowowate i błędnikowate, a także połozowate, mięczaki i skorupiaki. W porze suchej osobniki żerują w kanałach melioracyjnych i stawach.
Populacje w Kambodży rozmnażają się między listopadem a marcem. Okres ciąży trwa około dwóch miesięcy. Rodzinę składającą się z rodziców i młodych zaobserwowano między grudniem a lutym.

## Ochrona
Wydra sumatrzańska jest najrzadszą wydrą w Azji, najprawdopodobniej graniczącą z wyginięciem w północnych częściach swojego zasięgu i o niepewnym statusie w innych miejscach. Pozostało tylko kilka stabilnych populacji, szeroko rozproszonych po całym regionie. Gatunek ten jest zagrożony przez utratę nizinnych siedlisk podmokłych, polowania na futro i mięso oraz przypadkowe zabijanie podczas połowów.